# Santiago del Río
Santiago del Río là một đô thị thuộc bang Oaxaca, México. Năm 2005, dân số của đô thị này là 543 người.